# Jocs Olímpics d'Hivern de 2014
Els XXII Jocs Olímpics d'Hivern, oficialment XXII Jocs Olímpics d'Hivern, es disputaren a la ciutat de Sotxi (Rússia) entre els dies 7 i 23 de febrer de 2014. Aquesta va ser la segona vegada que uns Jocs Olímpics es realitzaven en terres russes després de la celebració dels Jocs Olímpics d'Estiu de 1980 a la ciutat de Moscou, en aquells moments capital de la Unió Soviètica i avui dia capital de Rússia.

## Elecció
A la 119a sessió del Comitè Olímpic Internacional (COI), realitzada a Ciutat de Guatemala (Guatemala) el 4 de juliol de 2007, es va escollir la ciutat de Sotxi (Rússia) com a seu dels Jocs Olímpics d'hivern de 2014 per davant de Pyeongchang (Corea del Sud) i Salzburg (Àustria).
| Ciutat      | Comitè        | 1a Ronda | 2a Ronda |
| Sotxi       | Rússia        | 34       | 51       |
| Pyeongchang | Corea del Sud | 36       | 47       |
| Salzburg    | Àustria       | 25       | -        |

## Esports disputats
Un total de 15 esports es va disputar en aquests Jocs Olímpics, realitzant-se un total de 98 proves. En aquesta edició no hi va haver esports de demostració.

## Seus esportives

### Ciutat
| Seu                          | Esport                                                        | Capacitat | Ref.  |
| ---------------------------- | ------------------------------------------------------------- | --------- | ----- |
| Estadi Olímpic de Sotxi      | Cerimònies (obertura/clausura)                                | 40.000    | [ 3 ] |
| Palau de Gel Bolxoi          | Hoquei sobre gel (final)                                      | 12.000    | [ 4 ] |
| Xaiba Arena                  | Hoquei sobre gel                                              | 7.000     | [ 5 ] |
| Centre de Cúrling Cub de Gel | Cúrling                                                       | 3.000     | [ 6 ] |
| Adler Arena                  | Patinatge de velocitat                                        | 8.000     | [ 7 ] |
| Palau de Patinatge Iceberg   | Patinatge artístic i patinatge de velocitat sobre pista curta | 12.000    | [ 8 ] |

### Muntanya
| Seu                                  | Esport                                            | Capacitat | Ref.   |
| ------------------------------------ | ------------------------------------------------- | --------- | ------ |
| Complex d'Esqui i Biatló Laura       | Biatló, combinada nòrdica i esquí de fons         | 9.600     | [ 9 ]  |
| Centre d'Esquí Roza Khútor           | Esquí alpí                                        | 10.000    | [ 10 ] |
| Extreme Park Roza Khútor             | Esquí artístic i surf de neu                      | 8.000     | [ 11 ] |
| Complex de Salts RusSki Gorki        | Combinada nòrdica (salts d'esquí) i salts d'esquí | 9.600     | [ 12 ] |
| Centre d'Esports de lliscament Sanki | Bob, luge i tobogan                               | 9.000     | [ 13 ] |

## Calendari
| CO | Cerimònia d'Obertura | ● | Competició | 1 | Finals | EP | Exhibició de patinatge | CC | Cerimònia de Clausura |

| Febrer                                | Febrer                                | 7 Dv | 8 Ds | 9 Dg | 10 Dl | 11 Dm | 12h Dx | 13 Dj | 14 Dv | 15 Ds | 16 Dg | 17 Dl | 18 Dm | 19 Dx | 20 Dj | 21 Dv | 22 Ds | 23 Dg | Proves |
| ------------------------------------- | ------------------------------------- | ---- | ---- | ---- | ----- | ----- | ------ | ----- | ----- | ----- | ----- | ----- | ----- | ----- | ----- | ----- | ----- | ----- | ------ |
| Cerimònies                            | Cerimònies                            | CO   |      |      |       |       |        |       |       |       |       |       |       |       |       |       |       | CC    |        |
| Biatló                                | Biatló                                |      |      | 2    |       | 1     |        | 1     |       | 1     |       | 1     | 1     |       | 1     |       | 2     |       | 11     |
| Bobsleigh                             | Bobsleigh                             |      |      |      |       |       |        |       |       | ●     | 1     |       | 1     |       |       | ●     | 1     |       | 3      |
| Combinada nòrdica                     | Combinada nòrdica                     |      | 1    |      |       | 1     |        |       |       |       |       |       | 1     |       |       |       |       |       | 3      |
| Cúrling                               | Cúrling                               |      |      |      | ●     | ●     | ●      | ●     | ●     | ●     | ●     | ●     | ●     | ●     | 1     | 1     |       |       | 2      |
| Esquí acrobàtic                       | Esquí acrobàtic                       |      | 1    |      |       | 1     |        |       |       |       | ●     | ●     |       | 1     | 1     |       |       |       | 10     |
| Esquí alpí                            | Esquí alpí                            |      |      | 1    |       | 1     | 1      |       | 1     | 1     | 1     | 1     |       | 1     |       | 1     | 1     |       | 10     |
| Esquí de fons                         | Esquí de fons                         |      | 2    |      | 2     |       | 2      |       | 1     |       | 1     |       |       | 2     |       | 1     |       | 1     | 12     |
| Hoquei sobre gel                      | Hoquei sobre gel                      |      | ●    | ●    | ●     | ●     | ●      | ●     | ●     | ●     | ●     | 1     | ●     | ●     |       | ●     | ●     | 1     | 2      |
| Luge                                  | Luge                                  |      | ●    | 1    | ●     | 1     | 1      |       |       |       |       |       |       |       |       |       |       |       | 4      |
| Patinatge artístic                    | Patinatge artístic                    |      | ●    |      | 1     | ●     |        | 1     | ●     |       | ●     | 1     | ●     | ●     | 1     | EP    |       |       | 5      |
| Patinatge de velocitat                | Patinatge de velocitat                |      | 1    | 1    | 1     | 1     | 1      |       | 1     | 1     |       | 1     | 1     |       | ●     | 2     |       |       | 12     |
| Patinatge de velocitat en pista curta | Patinatge de velocitat en pista curta |      |      | 1    |       |       | 1      |       |       | 2     |       |       |       | 1     |       |       | 3     |       | 8      |
| Salt amb esquís                       | Salt amb esquís                       |      | ●    | 1    |       |       |        |       | ●     | 1     |       | 1     |       |       |       |       |       |       | 4      |
| Surf de neu                           | Surf de neu                           |      |      | 1    | 1     |       |        | ●     | 2     |       |       |       |       | 1     | 1     |       |       |       | 12     |
| Tobogan                               | Tobogan                               |      |      |      |       |       |        | 1     | 1     |       |       |       |       |       |       |       |       |       | 2      |
| Proves totals                         | Proves totals                         |      |      |      |       |       |        |       |       |       |       |       |       |       |       |       |       |       | 98     |
| Total acumulat                        | Total acumulat                        |      |      |      |       |       |        |       |       |       |       |       |       |       |       |       |       | 98    |        |
| Febrer                                | Febrer                                | 7 Dv | 8 Ds | 9 Dg | 10 Dl | 11 Dm | 12 Dx  | 13 Dj | 14 Dv | 15 Ds | 16 Dg | 17 Dl | 18 Dm | 19 Dx | 20 Dj | 21 Dv | 22 Ds | 23 Dg | Proves |

| CO | Cerimònia d'Obertura | ● | Competició | 1 | Finals | EP | Exhibició de patinatge | CC | Cerimònia de Clausura |

## Equips participants

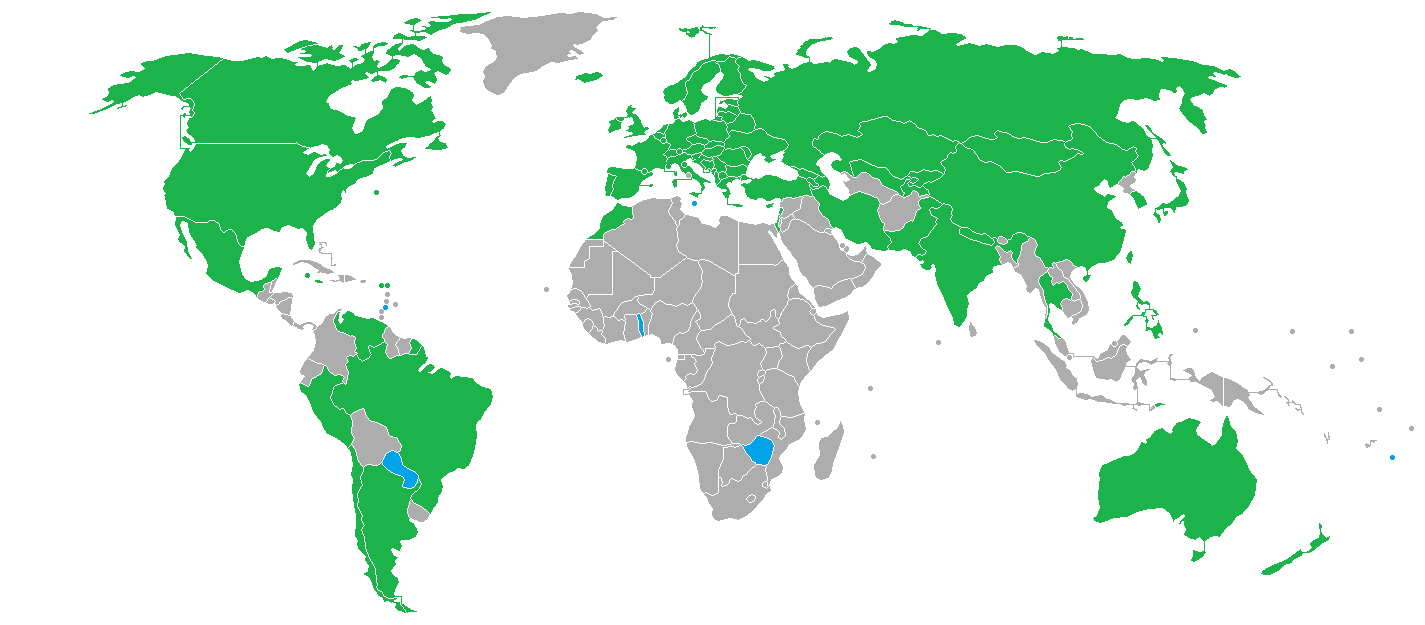
Federacions participants en els Jocs Olímpics de Sotxi 2014.

Als Jocs Olímpics d'hivern de 2014, un total de 88 comitès olímpics nacionals van aconseguir presentar atletes, superant la marca establerta el 2010, amb 82 comitès. En aquests jocs, Dominica, Malta, Paraguai, Timor Oriental, Togo, Tonga i Zimbàbue hi van participar per primera vegada. Els equips de les Filipines, les Illes Verges dels Estats Units, Luxemburg, Tailàndia i Veneçuela van tornar a participar en uns Jocs Olímpics d'hivern després de no haver estat presents als Jocs Olímpics d'Hivern de 2010 celebrats a Vancouver.
D'altra banda, vuit comitès que van participar en Vancouver 2010 no ho van fer a Sotxi 2014: Algèria, Colòmbia, Corea del Nord, Etiòpia, Ghana, Índia, Senegal i Sud-àfrica. Els atletes indis van competir sota la bandera olímpica degut a la sanció del COI al Comitè Indi el desembre de 2012.

La següent taula mostra les federacions participants en els Jocs Olímpics de Sotxi 2014 i entre parèntesis el nombre d'atletes representants:
| Llista de CON participants | Llista de CON participants | Llista de CON participants |
| --- | --- | --- |
| - Albània (2) - Alemanya (153) - Andorra (6) - Argentina (7) - Armènia (4) - Austràlia (60) - Àustria (130) - Azerbaidjan (5) - Bèlgica (7) - Bermudes (1) - Belarús (26) - Bòsnia i Hercegovina (5) - Brasil (13) - Bulgària (18) - Canadà (220) - Xile (6) - R.P. de la Xina (66) - Xina Taipei (3) - Xipre (2) - Corea del Sud (71) - Croàcia (11) - Dinamarca (12) - Dominica (2) - Eslovàquia (63) - Eslovènia (66) - Espanya (20) - Estats Units (230) - Estònia (25) - Filipines (1) - Finlàndia (103) | - França (116) - Geòrgia (4) - Grècia (7) - Hong Kong (1) - Hongria (16) - Iran (5) - Irlanda (5) - Islàndia (5) - Illes Caiman (1) - Illes Verges Britàniques (1) - Illes Verges Americanes (1) - Israel (5) - Itàlia (113) - Jamaica (2) - Japó (136) - Kazakhstan (52) - Kirguizstan (1) - Letònia (58) - Líban (2) - Liechtenstein (4) - Lituània (9) - Luxemburg (1) - Macedònia del Nord (3) - Malta (1) - Marroc (2) - Mèxic (1) - Moldàvia (4) - Mònaco (5) - Mongòlia (2) | - Montenegro (2) - Nepal (1) - Noruega (134) - Nova Zelanda (15) - Països Baixos (41) - Pakistan (1) - Paraguai (1) - Participants Olímpics Independents (IOP) (3) - Perú (3) - Polònia (59) - Portugal (2) - Regne Unit (62) - Txèquia (88) - Romania (24) - Rússia (223) - San Marino (2) - Sèrbia (8) - Suècia (106) - Suïssa (163) - Tailàndia (2) - Tadjikistan (1) - Timor Oriental (1) - Tonga (2) - Togo (1) - Turquia (6) - Ucraïna (45) - Uzbekistan (3) - Veneçuela (1) - Zimbàbue (1) |

## Medaller
Deu comitès amb més medalles en els Jocs Olímpics de 2014. País amfitrió ressaltat.
| Jocs Olímpics d'hivern de 2010 | Jocs Olímpics d'hivern de 2010 | Jocs Olímpics d'hivern de 2010 | Jocs Olímpics d'hivern de 2010 | Jocs Olímpics d'hivern de 2010 | Anells Olímpics |
| Posició                        | CON                            | Or                             | Plata                          | Bronze                         | Total           |
| 1                              | Rússia                         | 13                             | 11                             | 9                              | 33              |
| 2                              | Noruega                        | 11                             | 5                              | 10                             | 26              |
| 3                              | Canadà                         | 10                             | 10                             | 5                              | 25              |
| 4                              | Estats Units                   | 9                              | 7                              | 12                             | 28              |
| 5                              | Països Baixos                  | 8                              | 7                              | 9                              | 24              |
| 6                              | Alemanya                       | 8                              | 6                              | 5                              | 19              |
| 7                              | Suïssa                         | 6                              | 3                              | 2                              | 11              |
| 8                              | Belarús                        | 5                              | 0                              | 1                              | 6               |
| 9                              | Àustria                        | 4                              | 8                              | 5                              | 17              |
| 10                             | França                         | 4                              | 4                              | 7                              | 15              |